# Alice's Knaughty Knight
Série Alice Comedies
Alice's Circus Daze
(1927) Alice's Three Bad Eggs
(1927)
Pour plus de détails, voir Fiche technique et Distribution.
Alice's Knaughty Knight est un court métrage d'animation américain muet de la série Alice Comedies sorti en 1927.

## Synopsis
Pete, accoutré d'une armure de chevalier, prend en otage une chatte que Julius désire. Ce dernier enfile donc sa propre armure composée d'objets récupérés dans la décharge pour poursuivre Pete et retrouver la belle.

## Fiche technique
- Titre original : Alice's Knaughty Knight
- Série : Alice Comedies
- Réalisation : Walt Disney
- Animation : Friz Freleng, Rollin Hamilton, Hugh Harman, Rudolf Ising, Ub Iwerks, Paul Smith
- Encrage et peinture : Irene Hamilton, Walker Harman
- Photographie : Rudolf Ising
- Production : Margaret J. Winkler
- Société de production : Disney Brothers Studios
- Société de distribution : FBO pour Margaret J. Winkler (1927)
- Budget : 1 162,80 $
- Pays :  États-Unis
- Format d'image : noir et blanc - 35 mm - 1,37:1 - muet
- Genre : animation et prises de vues réelles
- Durée : 7 minutes
- Dates de sortie : 2 mai 1927

Source : Walt in Wonderland

## Distribution
- Lois Hardwick : Alice

## Commentaires
Produit le 31 décembre 1926 (prise de vue réelle) et en janvier 1927 (animation), le film a été livré le 17 janvier 1927. Le copyright a été déposé le 2 mai 1927 par R-C Pictures Corp.
C'est la seconde apparition de Lois Hardwick dans le rôle d'Alice. On peut noter la présence de Friz Freleng, futur créateur de Sam le pirate et de la Panthère rose parmi les animateurs. 